# 조신 (1957년)
조신(趙晨, 1957년 12월 21일 전라남도 광양시~ )은 대한민국의 경제학자이자 하나로텔레콤 대표이사 사장과  SK브로드밴드 대표이사 사장 등을 지낸 기업인이다. 2015년에 박근혜 정부 대통령비서실 미래전략수석으로 내정되었다.

## 학력
- 휘문고등학교 졸업
- 서울대학교 경제학과 졸업
- 워싱턴 대학교 세인트루이스 대학원 경제학 박사

## 경력
- 1988.08 ~ 1989.12 미국 일리노이주립대학교 경제학과 조교수
- 1990.01 통신개발연구원 연구위원
- 1998 ~ 1999.12 정보통신정책연구원 선임연구위원
- SK텔레콤 정책협력실장 상무
- SK텔레콤 전략개발실장 상무
- SK텔레콤 경영전략실장 겸 Global전략실장 상무
- SK텔레콤 마케팅사업부문장 상무
- SK텔레콤 전략기획부문장 전무
- SK텔레콤 인터넷사업부문장 전무
- SK커뮤니케이션즈 공동대표
- SK텔레콤 유무선 컨버전스TF 단장
- 20008.03 하나로텔레콤 대표이사 사장
- 2008.09 ~ 2010.02 SK브로드밴드 대표이사 사장
- SK경영경제연구소 위원
- 2010.06 ~ 2013.04 지식경제부 지식경제R&D전략기획단 정보통신산업 투자관리자
- 2013.04 ~ 연세대학교 정보대학원 교수
- 2013.04 연세대학교 미래융합기술연구원 원장
- 2013.10 ~ 2015.02 연세대학교 미래융합기술연구원 원장
- 2014.01 ~ 2015.01 한국정보사회학회/회장
- 2014.03 ~ 2015.01 (주)로엔엔터테인먼트/사외이사
- 2014.08 ~ 2015.01 정부 규제개혁위원회/위원
- 2013.10 ~ 2014.04 정부 미래성장동력 기획위원회/위원장
- 2015.01 ~ 2016.06 대통령비서실 미래전략수석
- 대통령소속2050 탄소중립녹색성장위원회 에너지·산업 전환 분과위원회 위원

## 참고자료
- 조신 네이버 인물검색

| 전임 윤창번 | 제3대 대통령비서실 미래전략수석 2015년 1월 26일 ~ 2016년 6월 8일 | 후임 현대원 |